# 야나강

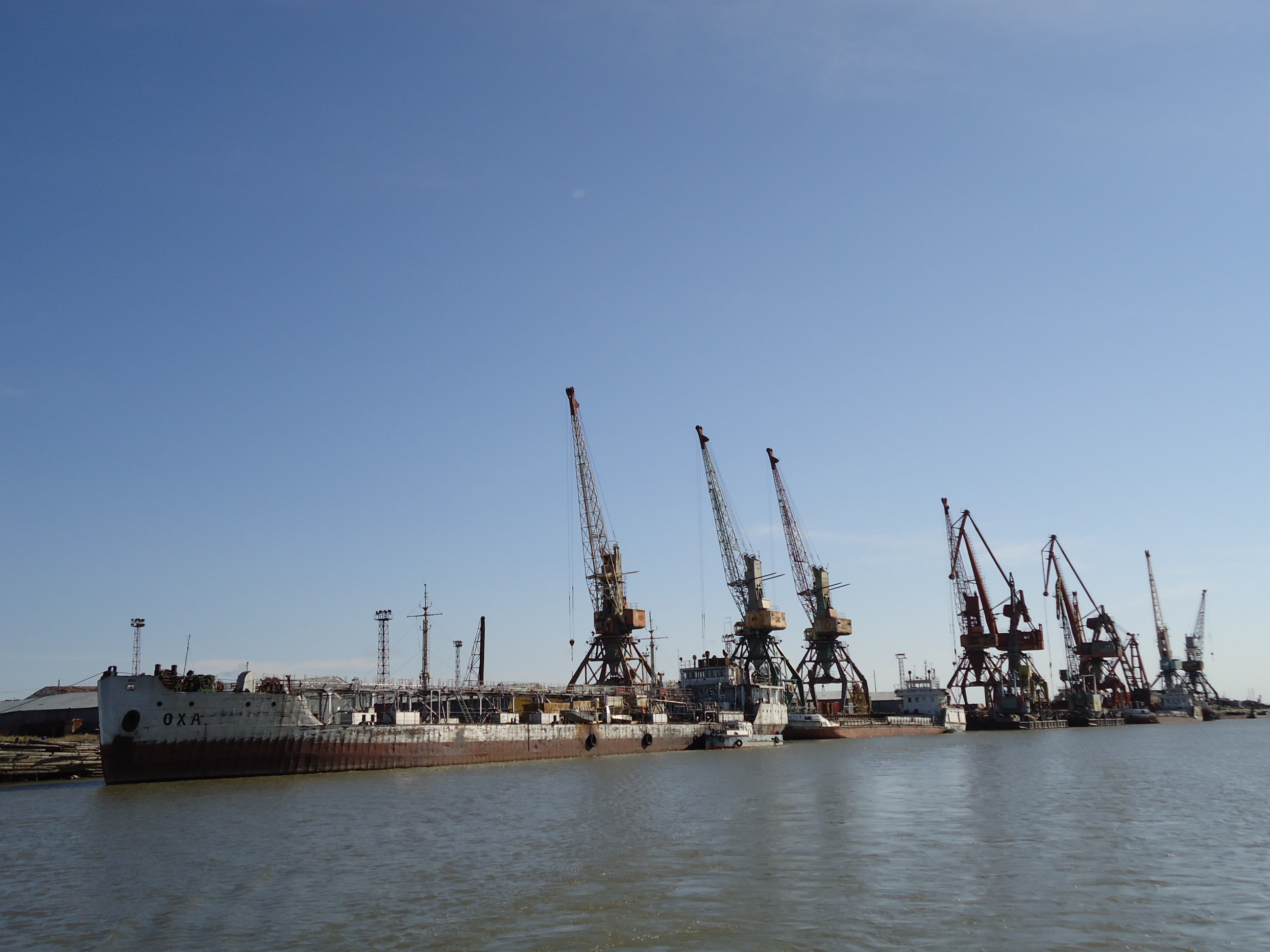

야나강(러시아어: Яна)은 사하 공화국에 위치한 강이다. 유역 길이는 872 km, 유역 면적은 238 000 km2이다. 베르호얀스키산맥에서 발원을 해서 랍테프해의 얀스키 해협으로 흘러들어간다.
야나강에 위치한 도시는 베르호얀스크, 바타가이, 우스티쿠이크, 니즈네얀스크이다.